# Laetitia (ciruela)
Laetitia es una variedad cultivar de ciruelo (Prunus salicina), de las denominadas ciruelas japonesas.
Una variedad que se encontró en 1970 como una semilla de polinización abierta de 'Golden King' con posibles Parentales-Padre donantes de polen de las variedades 'Santa Rosa', 'Gaviota' o 'Red Ace'. Las frutas tienen una pulpa bastante suave, muy jugosa, con un sabor dulce y agradable con un buen aroma.

## Sinonimia
- "Laetitia Latty Ann".

## Historia
'Laetitia' variedad de ciruela, se encontró como una semilla de polinización abierta de 'Golden King' con posibles Parentales-Padre donantes de polen de las variedades 'Santa Rosa', 'Gaviota' o 'Red Ace' (Prunus salicina). La semilla se recolectó en 1972 y los árboles resultantes dieron su primer fruto en 1977, siendo evaluados por Chris Smith de Stellenbosch en Franschhoek, Stellenbosch y Groot Drakenstein , (Sudáfrica). La variedad fue lanzada en los circuitos comerciales en 1985 por "ARC Infruitec", Nietvoorbij, Sudáfrica.
'Laetitia' está cultivada en Sudáfrica, Israel, y España.

## Características
'Laetitia' árbol medio y vigoroso, siendo su fuerte crecimiento erguido una característica notable de la variedad, extendido, bastante productivo. Flor blanca, que tiene un tiempo de floración que comienza a partir del 18 de abril con el 10% de floración, para el 21 de abril tiene una floración completa (80%), y para el 8 de mayo tiene un 90% de caída de pétalos. Es auto estéril necesita un polinizador adecuado.
'Laetitia' tiene una talla de fruto mediano, de forma oblonga, redondeada, simétrica, a menudo con un punto característico en el extremo estilar,  con peso promedio de 65.87 g; epidermis tiene una piel gruesa de color rojo brillante, sobre fondo amarillento, a menudo con numerosas manchas de lenticelas blancas; pulpa de color amarillo oscuro a naranja claro y tiene una textura jugosa y derretida. A diferencia de muchas otras ciruelas, Laetitia ya ha desarrollado un buen sabor en la etapa de maduración de la cosecha, y cuando está madura para comer tiene un sabor dulce y agradable con un buen aroma.
Hueso adherente, pequeño, elíptico, aplanado, surcos poco marcados, superficie rugosa.
Su tiempo de recogida de cosecha se inicia en su maduración de principios a mediados de septiembre.

## Usos
Una buena ciruela de postre fresco en mesa.

## Enfermedades
Muy resistente a la mancha bacteriana y otras enfermedades de las hojas.